# 訪日外国人旅行
訪日外国人旅行（ほうにちがいこくじんりょこう）/インバウンドツーリズム（Inbound Tourism）では、世界から日本を訪れる旅行者の概況と日本経済・社会に与える影響と、課題について説明する。

## 訪日外国人旅行者数
訪日外国人旅行者数は、2000年（平成12年）に約476万人、2005年（平成17年）に約673万人、2010年（平成22年）に約861万人と年々増加していたが、2011年（平成23年）には東日本大震災と福島第一原子力発電所事故の影響により約622万人と大きく減少した。しかし、日本国政府が観光客誘致のために、訪日外国人のビザ発給要件を緩和したうえ、2012年（平成24年）末から円安基調になったことから訪日客は大幅に増加し、2013年（平成25年）に初の1,000万人超え、2015年（平成27年）には2,000万人に迫る約1,974万人を記録し、訪日外国人旅行者数が45年ぶりに出国日本人旅行者数を上回った。
2019年（令和元年）の訪日外国人旅行者数の推計値は約3,188万人、消費額は4兆8,113億円で、いずれも過去最高を記録した。訪日旅行者を国籍・地域別で見ると、中華人民共和国、大韓民国、中華民国、香港の4つの国と地域で7割以上を占めている。

### 詳細
| 順 | 国・地域       | 人数         |
| -- | -------------- | ------------ |
| 1  | 中国           | 959万4,300   |
| 2  | 韓国           | 558万4,600   |
| 3  | 台湾           | 489万0,600   |
| 4  | 香港           | 229万0,700   |
| 5  | アメリカ合衆国 | 172万3,900   |
| 6  | タイ           | 131万9,000   |
| 7  | オーストラリア | 62万1,800    |
| 8  | フィリピン     | 61万3,100    |
| 9  | マレーシア     | 50万1,700    |
| 10 | ベトナム       | 49万5,100    |
|    | 全地域合計     | 3,188万2,100 |

| 順 | 国・地域       | 金額       |
| -- | -------------- | ---------- |
| 1  | 中国           | 1兆7,718億 |
| 2  | 台湾           | 5,506億    |
| 3  | 韓国           | 4,209億    |
| 4  | 香港           | 3,524億    |
| 5  | アメリカ合衆国 | 3,247億    |
| 6  | タイ           | 1,725億    |
| 7  | オーストラリア | 1,527億    |
| 8  | イギリス       | 1,000億    |
| 9  | ベトナム       | 871億      |
| 10 | シンガポール   | 856億      |
|    | 全地域合計     | 4兆8,113億 |

| 順 | 都道府県       | 延べ宿泊者数    |
| -- | -------------- | --------------- |
| 1  | 東京都         | 24,735,660人泊  |
| 2  | 大阪府         | 17,023,350人泊  |
| 3  | 北海道         | 8,556,690人泊   |
| 4  | 京都府         | 7,966,640人泊   |
| 5  | 沖縄県         | 6,008,880人泊   |
| 6  | 千葉県         | 4,556,610人泊   |
| 7  | 愛知県         | 3,440,020人泊   |
| 8  | 福岡県         | 3,386,310人泊   |
| 9  | 神奈川県       | 2,944,880人泊   |
| 10 | 静岡県         | 2,338,600人泊   |
|    | 全都道府県合計 | 101,434,690人泊 |

2020年の訪日外国人旅行者数は412万人、2021年は25万人であった。また翌2022年10月には49.9万人だった。

## 日本国政府の取り組み
国土交通省の外局である観光庁及び独立行政法人の国際観光振興機構（日本政府観光局）が中心となって取り組んでいる。
日本国政府は、訪日外国人旅行者の増加を意図して1995年に「ウェルカムプラン21（訪日観光交流倍増計画）」を策定、1997年には外国人観光旅客の来訪地域の多様化の促進による国際観光の振興に関する法律（通称 : 外客誘致法）を制定した。2003年からはビジット・ジャパン・キャンペーン（VJC）を行っている。また、同年には観光立国行動計画を策定した。
2015年に訪日した外国人旅行客数は、約2000万人弱という過去最高の数字を記録するほど急増した。背景には、訪日客数を増やす特効薬として、東南アジア諸国を中心に各国からの訪日観光客に対して、政府が進めてきた査証取得の緩和措置がある。
とりわけ2015年1月には、中国人観光客に対して、有効期間中に何度も訪日できる「数次ビザ」の発給要件を緩めた結果、2015年の年間を通して中国人訪日観光客数が、前年比で2倍強に急増した実績がある。2016年3月に、政府は2020年の訪日外国人客数を、2015年の2倍の4000万人に、訪日外国人旅行消費額8兆円、地方部外国人延べ宿泊者数7000万人泊などを目指す目標値と、DMOの形成や各国に対するビザ要件の緩和など、日本を観光先進国とするための施策を新たに発表した。
訪日旅行の売り込みを重点的に展開する20か国・地域のうち、査証取得が必要な、中華人民共和国・フィリピン・ベトナム・インド・ロシア連邦の5か国を対象に、発給要件を緩和する政策をとる。
2020年（令和2年）に訪日外国人旅行者の数を4000万人まで増加させることなど、「明日の日本を支える観光ビジョン」の施策の一つとして、これまで一般人の立ち入りが制限されていた公的施設の公開を進めていくことを、2016年（平成28年）5月13日に発表した。ただし、新型コロナウイルスの世界的流行で訪日外国人旅行者数が激減し、2020年6月16日に観光庁が発表した最新版観光白書では、年間4000万人の数値目標の掲載は消えている。日本政府観光局（JNTO）が2022年11月16日発表した同年10月の訪日外国人数は49.9万人（前月比2.4倍）であると発表された。

## 各業界の取り組み
日本旅行業協会によれば、英語（九州新幹線や、一部の鉄道、バスなどでは英語、朝鮮語、中国語、それ以外の言語も一部鉄道によっては使用するケースもある）による車内放送、駅構内における英語表示、乗車券自動販売機で英語による操作案内などを行っている。2016年10月1日より、JR東日本が、首都圏の276駅の案内標識に順次、路線名を表すアルファベットとアラビア数字を組み合わせる「駅ナンバリング」を導入する（4月6日発表）。2020年の東京オリンピックを見据え、日本の地方からの旅行者や訪日外国人客への配慮を拡充する。路線表示は、JRの頭文字のJと路線を表すアルファベットの頭文字（山手線はY、京浜東北線はKなど）を組み合わせる。また、JR線が3線以上接続・分岐する乗換駅は、アルファベット3文字のコードをも併記する（例えば新宿駅はSJK、秋葉原駅はAKBなど）。同時に日本語（漢字・平仮名）とローマ字表記しかされていなかった駅名標にも、簡体字中国語とハングル表記が加わる。

## 高付加価値旅行層
日本国内で1人あたり100万円以上消費する外国人観光客を「高付加価値旅行層」と定義している。そして彼らは訪日旅行者全体の約1%（29万人）に過ぎないが、消費額は約11.5%（5500億円）を占める。

### 都道府県別外国人富裕層の来訪率
| 順位 | 都道府県 | 来訪率 |
| ---- | -------- | ------ |
| 1位  | 東京     | 76.7%  |
| 2位  | 大阪     | 32.7%  |
| 3位  | 千葉     | 10.4%  |
| 4位  | 京都     | 7.9%   |
| 5位  | 神奈川   | 7.4%   |
| 6位  | 北海道   | 6.0%   |
| 7位  | 愛知     | 4.2%   |
| 8位  | 福岡     | 3.3%   |
| 9位  | 愛知     | 2.9%   |

## 中国人観光客と花見
2015年の訪日外国人観光客数は1,973万人で過去最高を記録したが、このうち中華人民共和国からは約499万人であり、4月に訪れた中国人観光客は2014年の2倍超の40万人だった。そのような中で、中国人旅行客の間では日本の花見ツアーがブームとなった。中華人民共和国にも桜の名所はあるが、「桜の名所は日本だ」というイメージが定着している。
桜の名所の一つである上野恩賜公園では「桜のトンネル」の下で中国語が飛び交う。中国の多くの旅行会社のウェブサイトでは「桜 東京、箱根、鎌倉、大阪5泊6日旅行」「九州の花見の名所ツアー」などのPRがみられた。中国のオンライン旅行サービス大手企業の携程旅行網（シートリップ）でも、開花予想をもとに目的地を案内している。同社の担当者の話によると、「中国人の国外旅行は、その土地の生活や文化に溶け込む形にシフトしている。日本の花見は人気だ」という。
日本側でも、中国人の訪日の山場となる春節（旧正月）シーズンに続く旺盛な「花見需要」を取り込もうとする動きが広がった。花見の名所である上野公園近くの松坂屋上野店では、花見の季節に中国語通訳を増員し、花見後の買い物に寄ってもらおうと工夫した。
一方、記念撮影のためにソメイヨシノの枝を折ったり、木を振って無理矢理花びらを散らそうとするなど、マナーの悪い中国人観光客も目立ち、日本人からの反発を招いたりしたほか、駐日本国中華人民共和国大使館も、自国民に対して花見マナーについて、注意喚起を行う事態になっている。

## 訪日外国人客と公示地価上昇
2016年3月に国土交通省が発表した公示地価においては、訪日外国人旅行客の急増などに伴い、全国平均で8年ぶりに上昇した。中国人観光客の「爆買い」の東の中心地である東京都中央区銀座の公示地価は過去最高を記録した。「爆買い」の西の中心地である大阪市中央区心斎橋は、銀座を抑えて商業地の地価上昇率1位を記録した。大丸の旗艦店である大丸心斎橋店では、2016年2月期の免税品売上高が2015年同月期の2倍を記録するなど、訪日外国人旅行客による売り上げが増加している。そのため心斎橋地区でラオックスが同社最大級の免税店を2016年2月に開業させるなど、訪日外国人旅行客を対象とした投資が行われた。商業地の上昇率上位10地点のうち6地点は大阪市内を占めた。
訪日外国人旅行客の増加に伴いホテル不足が深刻化し、ホテル用地の取得競争が激化したためである。訪日外国人旅行客の増加による公示地価の上昇は、地方の観光地にも広がった。世界的にも有名なスキーリゾート地の「ニセコ」のある北海道倶知安町の住宅地の公示地価は19.7パーセント上昇し、住宅地の伸び率で首位となった。訪日外国人旅行客が、2015年までの5年間で倍増した「由布院温泉」のある大分県由布市では人気エリアの街道そばの商業地が15.4パーセント上昇し、大分市の中心部とほぼ変わらない水準にまで上昇した。

## 訪日外国人旅行客の急増と通訳案内士制度の見直し
2016年現在、通訳案内士法による法規制（業務独占資格）で、外国人旅行客を有償で案内することができるのは、国家試験に合格し、都道府県に登録した通訳案内士しか出来無い。この現状に対し、日本国政府の規制改革会議が2016年1月に、アジアの国々からの訪日旅行客の需要に対する観光ガイドが足りないと指摘した。
2016年5月19日に公表した、内閣総理大臣安倍晋三への答申では、「業務独占を維持したままでは、観光先進国を目指す上で量と質の両面で対応できない」として、国家資格がなくとも有償ガイドができるように制度の見直しを求めた。これに対し、旅行業界は慎重な姿勢を示す。
旅行業界大手のJTBは、700人の通訳案内士を登録しているが、JTBグローバルマーケティング＆トラベル社の吉村久夫取締役は「当社が求める水準に達していない有資格者もいる。資格を有しない者に有償ガイドが出来る様に解禁しても、全体の質を上げなければ、仕事を依頼できる人は増えない」と話した。全日本通訳案内士連盟理事長も「日本の文化、歴史を正しく理解している有資格者が有償ガイドを行うべきだ。資格が無いのに誰でも有償ガイドが出来る様になれば、闇（無資格）ガイドにお墨付きを与えることになる。」と話した。

## 訪日外国人旅行客と新札発行計画
訪日外国人旅行客は、日本国政府の新紙幣発行計画にも影響を与える。財務省は、2016年4月に平成28年度の貨幣の製造計画をまとめ、一万円紙幣を前年度比17パーセント増の12億3000万枚にすると発表した。訪日外国人客が現金を多く使っていることに加え、個人番号（マイナンバー）で資産を把握されることに不安を抱える、高齢者らの現金回避が高まっていることに対応するためである。

## 外交上の軋轢と訪日外国人

### 2019年日韓貿易紛争の余波
2019年7月、韓国に対する貿易上の優遇措置（キャッチオール規制）などの見直しが行われると、韓国内では強い反発が起こり日本旅行の自粛が進むようになった。韓国文化観光研究院の9月11日の調査によれば、日本旅行を計画していた人のうち約70%が日本旅行をキャンセル、または行き先を変更したという。なお、当月の韓国からの訪日客数は、対前年度比7.6%減の約56万人と外交上の影響が確認されたが、訪日外国人客の全体数は前年比5.6%増の約299万人と1カ月の客数としては過去最多を記録。他国の観光客数増が補う形となっていた。

## 課題
2015（平成27）年度の訪日外国人旅行客数は1,937万人となり、過去最高を記録したが、世界では16位であり、アジアでも5位である。また、同年度の訪日外国人旅行客の消費額（インバウンド消費額）は、188億1200万米ドルであり、国内総生産（GDP）に対する比率にすると0.4パーセントを占めるが、この数字はイタリアやフランスの4分の1ほどに過ぎない。
これに関連して、小売店でクレジットカードが利用できない・日本国外発行クレジットカードの現金引き落としが利用出来るATMが何処か（セブン-イレブン（セブン銀行）の場所を尋ねられる）という問題が、観光庁からのレポートに記載されている。このような背景もあり、訪日客の多い地域では「キャッシュレス決済に対応していない店は時代に合わない」と認識する店舗経営者も増えている。2024年の調査では、経営者の39.5%がキャッシュレス非対応では時代遅れになってしまうと回答し、訪日外国人や若年層の来店が多いエリアではキャッシュレス対応が店舗選択の基準になっているとの指摘がなされた。
また、訪日外国人の訪問先は一部の都道府県に集中しており、東京都、大阪府など上位10都道府県が外国人宿泊者の8割以上を占めている。このため、インバウンド消費による経済効果を地方に分散させることが課題となっている。加えて、語学力を持った人材の不足や、大都市における宿泊施設数の不足という課題がある。
とりわけ、大都市のホテル供給不足が問題となり、日本経済新聞社のまとめで、2015年の東京都内の主な18のホテルの客室平均稼働率は84.5パーセントとなり、2014年に比べ0.6ポイント上昇している。日本国政府は、ホテルに比べ稼働率が低い旅館の活用を進める一方で、旅行者らを有料で一般住宅に泊める「民泊」の合法的な拡大を目指す。
一方、訪日外国人と日本国民との間に、異文化コミュニケーションへの理解不足に起因するトラブルも発生しており、日本旅行業協会は、訪日外国人と日本国民一般の双方に対して、異文化への啓発の必要性を指摘している。
レンタカーを利用する訪日客も増えている。2015年の利用者数は約7万5千人と、5年間で約4倍に急増した。しかし、訪日客が多い中国、韓国、台湾、米国等が右側通行であること等から交通事故が増えている。特に自動車以外の交通手段が少ない沖縄県では、2016年の訪日客による交通事故は9,648件で、3年間で約3倍に増えた。国土交通省はビッグデータを活用し、訪日外国人が交通事故を起こしやすい地点を特定し、多言語による注意喚起等の事故防止策を進めている。